# Елън Бейкър
Елън Луис Шулман Бейкър (на английски: Ellen Louise Shulman Baker) e американска астронавтка, участник в три космически полета.

## Образование
През 1970 г. завършва колежа Бейсайд в Куинс, Ню Йорк. През 1974 г. става бакалавър по геология в Университета Бъфало, Ню Йорк. През 1978 г. завършва медицина в Университет Корнел, Итака, Ню Йорк. През 1994 г. получава магистърска степен по обществено здравеопазване от университета на Тексас. През 1978 г. започва работа като интернист в център по спешна медицинска помощ в Сан Антонио, Тексас. През 1981 г. е приета за член на Американската комисия по вътрешна медицина.

## Служба в НАСА
Елън Бейкър започва работа в НАСА през 1981 г. като лекар в космическия център Линдън Джонсън в Хюстън, Тексас. Избрана е за астронавт от НАСА на 23 май 1984 година, Астронавтска група №10. Завършва общия курс на обучение през юни 1985 г. Участник е в три космически полета.

## Полети
Елън Л. Ш. Бейкър лети в космоса като член на екипажа на три мисии:
| Космически полети на Елън Луис Шулман Бейкър                   | Космически полети на Елън Луис Шулман Бейкър | Космически полети на Елън Луис Шулман Бейкър | Космически полети на Елън Луис Шулман Бейкър | Космически полети на Елън Луис Шулман Бейкър | Космически полети на Елън Луис Шулман Бейкър | Космически полети на Елън Луис Шулман Бейкър |
| №                                                              | Дата                                         | КК                                           | Емблема на мисията                           | Функции                                      | Продължителност                              |                                              |
| -------------------------------------------------------------- | -------------------------------------------- | -------------------------------------------- | -------------------------------------------- | -------------------------------------------- | -------------------------------------------- | -------------------------------------------- |
| 1                                                              | 18 октомври 1989                             | „Атлантис“, мисия STS-34                     |                                              | Специалист на мисията                        | 4 денонощия 23 часа 39 мин. 20 сек.          |                                              |
| 2                                                              | 25 юни 1992                                  | „Колумбия“, мисия STS-50                     |                                              | Специалист на мисията                        | 13 денонощия 19 часа 30 мин. 04 сек.         |                                              |
| 3                                                              | 27 юни 1995                                  | „Атлантис“, мисия STS-71                     |                                              | Специалист на мисията                        | 9 денонощия 19 часа 23 мин. 09 сек.          |                                              |
| Сумарно време в космоса – 28 денонощия 14 часа 31 мин. 33 сек. |                                              |                                              |                                              |                                              |                                              |                                              |